# Ola Nilsson
Ola Nilsson (* 22. August 1973) ist ein schwedischer Fußballspieler. Der Abwehrspieler bestritt in zwölf Jahren über 500 Spiele für Helsingborgs IF, mit dem er 1999 den schwedischen Meistertitel und 1998 den Landespokal gewann.

## Werdegang
Nilsson begann mit dem Fußballspielen bei Villands Vånga IK und debütierte 1990 beim seinerzeitigen Drittligisten Ifö/Bromölla IF im Erwachsenenbereich. Am Saisonende stieg der Verein in die vierthöchste Spielklasse ab, er wechselte jedoch zum damaligen Zweitligisten Helsingborgs IF. In seiner ersten Spielzeit noch Ergänzungsspieler, entwickelte er sich in der Folge zur Stammkraft und stieg Ende 1992 in die Allsvenskan auf. Parallel durchlief er diverse Nachwuchsnationalmannschaften des Svenska Fotbollförbundet.
In der höchsten schwedischen Spielklasse spielte Nilsson an der Seite von Spielern wie Per-Ola Ljung, Urban Stoltz, Ulrik Jansson und Sven Andersson und war einer der Garanten, dass sich der Klub nach dem Aufstieg schnell im oberen Tabellendrittel etablierte. 1994 erreichte die Mannschaft das Pokalfinale, verpasste aber gegen IFK Norrköping den Titelgewinn. In der Spielzeit 1995 zog sie als Vizemeister mit vier Punkten Rückstand auf Serienmeister IFK Göteborg in den Europapokal ein und stand im UEFA-Pokal 1996/97 im Achtelfinale. Unter Trainer Åge Hareide gewann er im Elfmeterschießen 1998 gegen den Göteborger Klub Örgryte IS den Landespokal, in der anschließenden Spielzeit 1999 holte er mit dem Klub 58 Jahre nach dem letzten Meisterschaftsgewinn den Von-Rosens-Pokal für den schwedischen Titel. Unter Trainer Nanne Bergstrand stand er auch in der UEFA Champions League 2000/01 in allen sechs Spielen über die komplette Spieldauer auf dem Spielfeld. Zwar blieb er mit seiner Mannschaft als einzige im Olympiastadion München gegen den späteren Sieger FC Bayern München Dank eines torlosen Unentschiedens ohne Niederlage, letztlich scheiterte der Klub als Tabellenletzter in der Gruppenphase. Im folgenden Jahr verlor er seinen Stammplatz, auch unter Bergstrands Nachfolgern Sören Cratz und Peter Swärdh kam er jedoch ebenfalls nicht über die Rolle eines Ergänzungsspielers hinaus.
Anfang 2003 wechselte Nilsson ablösefrei in den Amateurbereich und schloss sich dem Viertligisten VMA IK an. Nach einer Spielzeit beendete er am Saisonende im Alter von 30 Jahren seine aktive Laufbahn.